# 鑓見內站
鑓見內站（日语：／ Yariminai eki */?）是位於日本秋田縣大仙市，屬於東日本旅客鐵道（JR東日本）田澤湖線的鐵路車站。

## 車站構造
本站為單式月台1面1線的無人站，並且只在月台上設置小型候車室。

## 历史
- 1960年（昭和35年）4月1日：車站啟用。
- 1987年（昭和62年）4月1日：因國鐵分割民營化，本站成為東日本旅客鐵道的車站。

## 車站周邊
車站附近都是田野
- 國道105號

## 相鄰車站
東日本旅客鐵道
■田澤湖線
羽後長野－鑓見內－羽後四屋

## 相關項目
- 日本鐵路車站列表

## 外部連結
- JR東日本 鑓見内站 （页面存档备份，存于）